# The Myspace Transmissions, Vol. 11
The Myspace Transmissions, Vol. 11 is een live-ep van de Amerikaanse punkband NOFX, online uitgebracht door Myspace Transmissions in 2009.
De nummers zijn allemaal geschreven in de studiosessies voor het album Coaster. De nummers zijn speciaal voor deze ep live in de studio gespeeld.

## Nummers
1. "Fleas"
2. "The Quitter"
3. "My Orphan Year"
4. "Hold It Back"
5. "Lost Continent"
6. "I'm Telling Tim"